# William P. Sprague
William Peter Sprague (21 de Maio de 1827 - 3 de Março de 1899) foi um empresário, banqueiro, político e um Representante dos Estados Unidos por dois mandatos pelo estado de Ohio.
Sprague nasceu perto de Malta, no Condado de Morgan, Ohio e frequentou escolas da região. Dedicou-se em empreendimentos comerciais quando jovem e continuou em negócios ativos até 1864.
Foi membro do Senado de Ohio de 1860 até 1863 durante a Guerra Civil Americana. Mudou-se para McConnelsville, Ohio em 1866 e dedicou-se ao setor bancário. Foi eleito pelo Republicano ao quadragésimo segundo e ao quadragésimo terceiro congresso respectivamente (4 de Março de 1871 - 3 de Março de 1875). Sprague não foi um candidato a reeleição em 1874 e posteriormente retomou o negócio bancário em Malta.
Morreu em McConnelsville e foi sepultado no Cemitério Riverview.